# Conus atractus
Conus atractus é uma espécie de gastrópode do gênero Conus, pertencente a família Conidae.